# マイケル・カバナー
マイケル・カバナー（Michael Cavanaugh、1942年11月21日 - ）は、アメリカの俳優である。カバナーはニューヨーク市で生まれ、1976年から100本以上の映画に出演している。彼が出演したTV番組には、ザ・ホワイトハウス、Joe Bash、Starman、刑事ハンター、名探偵モンク、24 -TWENTY FOUR-などがある。
彼は、高校卒業後米国海軍に入隊し、ハワイに3年間駐留した。